# Jean Vanier
Jean Vanier (Ženeva, 10. rujna 1928. – Pariz, 7. svibnja 2019.), kanadski katolički filozof, teolog i humanitarni djelatnik.

## Životopis
Rođen je u Švicarskoj, a djetinjstvo je, kao dijete diplomata, proveo u Engleskoj i Francuskoj. Školuje se i služi kao časnik u britanskoj Kraljevskoj ratnoj mornarici. 1950. napušta mornaricu i upisuje studij filozofije i teologije na Katoličkom institutu u Parizu (Institut Catholique de Paris). Upoznaje Thomasa Philippea, dominikanca i duhovnika jedne ustanove za osobe s intelektualnim teškoćama. Nakon studija vraća se u Kanadu i predaje na sveučilištu u Torontu. Istovremeno posjećuje institucije za osobe s intelektualnim teškoćama u kojima, tada u vrlo teškim uvjetima, te osobe žive. U jednoj od njih susreće Raphaela i Philippea – dva muškarca s intelektualnim teškoćama. Poziva ih da dođu zajedno s njim živjeti. 1964. napušta sveučilište i u francuskom mjestu Trosly-Breuil osniva zajednicu Arka. 1971. zajedno s Marie-Hélène Mathieu osniva pokret Vjera i Svjetlo, u kojem se okupljaju osobe s mentalnim hendikepom, njihove obitelji i prijatelji. U brojnim knjigama naglašava ranjivost ljudske osobe i sućut, ukazujući na strahove koji razdvajaju ljude i korijen su sukoba. Ljudsko društvo shvaća kao tijelo u kojem je svaki član važan i nezamjenjiv, a osobito onaj najslabiji. Za svoje djelovanje primio je mnoge nagrade. Danas u svijetu postoji 147 zajednica Arke u 35 zemalja te 1800 zajednica Vjere i svjetla u 80 zemalja.

## Izbor iz bibliografije
knjige (prevedene na hrvatski)
- Susrećem Isusa
- Sveta povijest osobe
- Hodam s Isusom
- Zajednica i rast
- Pronaći mir
- Postati čovjekom
- Slomljeno tijelo
- Isus, dar ljubavi

članci
- Kako nam siromasi u Arci navještaju evanđelje, Nova prisutnost, Vol.6/No.3/2008.

## Vanjske poveznice
- www.jean-vanier.org (engleski)
- zajednica Vjera i svjetlo